# Neeyambaspis
Neeyambaspis enigmaticus
Genre
Espèce
Neeyambaspis est un genre fossile de pituriaspides ayant vécu pendant le Dévonien moyen, dans l'actuel bassin de Georgina du Queensland occidental, en Australie et dont une seule espèce est connue, Neeyambaspis enigmatica.

## Publication
Le genre Neeyambaspis (et l'espèce ?) ont été décrits par Young (d) en 1991.

## Description
Neeyambaspis enigmatica diffère de son parent, Pituriaspis, en ce que le viseur est triangulaire et non allongé, que le rostre est beaucoup plus petit et plus court et qu’il n’y a pas de cavité à la base suggérant la présence d’ouverture nasale.